# Michael Sondermeyer

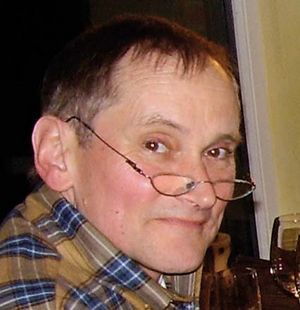
Michael Sondermeyer, 2010

Michael Sondermeyer (* 25. September 1952 in Witten) ist ein deutscher Zauberkünstler.
Der studierte Pädagoge machte sich zunächst als Kinderzauberkünstler einen Namen. Seine Diplomarbeit, die 1978 in der Schriftenreihe zur Zauberkunst des MZ Berlin veröffentlicht wurde, beschäftigte sich mit dem Thema Zaubern mit Kindern im Vorschulalter. In den 1990er Jahren gründete er mit Uwe Schenk zusammen den sic!-Verlag und veröffentlicht seitdem eine Reihe von Zauberbüchern, u. a. Das Joro-Buch, 1993; Die Paul Potassy-Show, 1997.
Als Mitautor war er auch an der Veröffentlichung von Kinderzauberkästen in den Verlagen Coppenrath (Münster 2004 und 2005) und Kosmos (Stuttgart 2012) beteiligt.
Sondermeyer ist Mitglied eine Gremiums, das die Vergabe des Johann Nepomuk Hofzinser-Gedächtnisrings (auch Hofzinser-Ring) alle drei Jahre mitbestimmt.
Er erhielt den dokumentarischen Nachlass von Kalanag.
1998/99 wurde Sondermeyer vom Magischen Zirkel von Deutschland mit dem Titel Schriftsteller des Jahres geehrt.
In Appelhülsen nahe Münster betreibt Sondermeyer gemeinsam mit Uwe Schenk in Form einer Stiftung das Zentrum für Zauberkunst. Es beherbergt zahlreiche Zauberobjekte sowie ein Archiv und die Bibliothek des Magischen Zirkels von Deutschland mit 4200 Büchern. Schenk und Sondermeyer verfügen zudem über 10000 Bücher und 22000 Zeitschriftenausgaben zum Thema Zaubern.